# De uitvalsels
Heer Bommel en de uitvalsels (in boekuitgaven/spraakgebruik verkort tot De uitvalsels) is een verhaal uit de Bommelsaga, geschreven en getekend door Marten Toonder. Het verhaal begon op 6 februari 1978 en liep tot 10 juni van dat jaar.
Het centrale thema zijn zolderherinneringen.

## Voetnoot
1. ↑  Het vorige verhaal eindigde op 30 januari

## Hoorspel
- De uitvalsels in het Bommelhoorspel